# Донская волна
«Донская волна» — еженедельная газета, издававшаяся во время Гражданской войны в Ростове-на-Дону («иллюстрированный еженедѣльникъ исторіи, литературы и сатиры»).

## История
Газета издавалась в период с 10 июня 1918 года по 24 ноября 1919 года, была одним из печатных изданий во время Белого движения (ВСЮР). Конторы по приему в газету объявлений имелись в Екатеринодаре и Харькове, газета печаталась в первом рабочем паевом Товариществе печатного дела (бывшем Донском Акционерном Обществе).
Инициатором и редактором еженедельника стал талантливый донской журналист Вениамин Краснушкин (псевдоним Виктор Севский). Авторский коллектив представляли профессиональные писатели — Р. П. Кумов (1883—1919), Ф. Д. Крюков (1870—1920), Е. Н. Чириков (1864—1932), И. Д. Сургучёв (1881—1956); а также поэты — Ю. Н. Зубовский (1890—1919), А. А. Френкель (1890—1942), С. А. Пинус (1875—1927) и другие.
В сложное время Гражданской войны редакция сумела привлечь к работе ряд известных в России людей, среди которых были художники К. И. Аладжалов (1900—1987), А. Н. Воронецкий (1885—1929), Л. М. Кудин (1901—1939), К. П. Ротов (1902—1959), Л. Н. Голубев-Багрянородный (1890—1934), которые создали богатый и уникальный иллюстративный материал — портреты добровольцев Белой армии, шаржи на политических деятелей, рисунки и фотографии боевых действий. На страницах газеты были напечатаны последние фотографии донских атаманов А. М. Каледина и А. П. Богаевского, генерала Э. Ф. Семилетова, походного атамана Донской армии П. Х. Попова, генерала Н. П. Рузского, а также общественного деятеля, донского казака-калмыка Б. Н. Уланова и других видных деятелей ВСЮР.
На страницах еженедельника выступали многие общественные, политические и военные деятели юга России и Белого движения.